# Wśród nocnej ciszy...
Wśród nocnej ciszy... (podtytuł: Kolędy i pastorałki śpiewa Irena Santor) – ósmy album studyjny Ireny Santor wydany w 1969 roku nakładem wytwórni Polskie Nagrania. W 2015 płyta miała swoją premierę w serwisach streamingowych. Płyta stanowi pierwszy z dwóch Bożonarodzeniowych albumów artystki.

## Lista utworów
Strona a:
1. Gdy się Chrystus rodzi (Feliks Nowowiejski)
2. W żłobie leży (Piotr Skarga)
3. Z narodzenia Pana (Feliks Nowowiejski)
4. Wśród nocnej ciszy (trad.)
5. Mędrcy świata (Zygmunt Odelgiewicz - Stefan Bortkiewicz)
6. Jam jest dudka (NN)
7. Gdy śliczna Panna (trad.)

Strona b:
1. Pójdźmy wszyscy do stajenki (trad.)
2. Anioł pasterzom mówił (trad.)
3. Hej w Dzień Narodzenia (NN)
4. Jezus malusieńki (trad.)
5. Stoi ta lipeczka (NN)
6. A cóż z tą dzieciną (B. Rizzi)
7. Lulajże Jezuniu (trad.)

## Charakterystyka albumu
Płyta Wśród nocnej ciszy... to wydana w 1969 roku przez wytwórnię Polskie Nagrania kompilacja kolęd i pastorałem w wykonaniu Ireny Santor z kilku sesji nagraniowych dokonanych dla wytwórni w 1969 roku. Album został nagrany przy współpracy z Zespołem Wokalno-Instrumentalnym Mieczysława Janicza. Płyta w 1971 roku uzyskała status Złotej Płyty Polskich Nagrań za sprzedanie ponad 150 000 egzemplarzy a w następnych latach była wielokrotnie wznawiana przez wytwórnię. W 1972 ukazała się edycja kasetowa albumu. W 1992 natomiast album Wśród nocnej ciszy... wraz z albumem Witaj gwiazdko złota ukazał się w ramach kompaktowej reedycji Polskich Nagrań zatytułowanej Gdy się Chrystus rodzi. W 1999 natomiast krążek wraz z innymi kolędami w wykonaniu artystki został wznowiony w ramach szóstej z dwunastu wspomnieniowych jej płyt w ramach serii płyt Moje piosenki. W 2013 roku ukazała się kolejna reedycja kompaktowa albumu, natomiast w 2015 został on w pełni opublikowany w serwisach streamingowych.

## Wydania albumuWśród nocnej ciszy...
- [1969] Muza SXL 0510 – pierwsze wydanie albumu (LP)[1]
- [1972] Muza CK 052 – drugie wydanie albumu (MC)[7]
- [2013] Muza PNCD 1536 – trzecie wydanie albumu (CD)[8]
- [2015] – pełna publikacja albumu w serwisach streamingowych[2]

## Muzycy
- Irena Santor – śpiew
- Zespół Wokalny i Instrumentalny Mieczysława Janicza – akompaniament i chórki

## Realizatorzy
- Zdjęcie na okładce – Jerzy Baranowski
- Projekt okładki – Felicja Skalińska
- Operator dźwięku – Jacek Złotkowski
- Reżyser nagrania – Zofia Gajewska